# Obręb Leśny Oliwa
Obręb Leśny Oliwa (niem. Forstrevier Oliva) – obręb leśny w Gdańsku, w dzielnicach Osowa i Oliwa.
Przez Obręb Leśny Oliwa przebiega droga wojewódzka nr 218, jako ul. Spacerowa. W przyszłości będzie przebiegać tędy także droga tranzytowa mająca połączyć Port Gdański i Drogę Zieloną z obwodnicą Trójmiasta; w jej ciągu ma zostać utworzony tunel pod wzgórzem Pachołek.
W granicach obrębu leśnego znajduje się osiedle Rynarzewo.

## Położenie
Północna granica Obrębu Leśnego Oliwa pokrywa się z granicą miasta. Obręb jest częścią Lasów Oliwskich. Graniczy:
- od zachodu - z Przylesiem
- od południa - z Oliwą i Obrębem Leśnym Owczarnia
- od wschodu - z Wysoką i Owczarnią
- od północy - z Sopotem i Gdynią

## Historia
Do 1772 był to las klasztorny z nadania ks. Świętopełka (dobra klasztoru w Oliwie). Obręb Leśny Oliwa został przyłączony w granice administracyjne miasta 5 października 1954. Należy do okręgu historycznego Wyżyny.